# Lo 70 KL 40

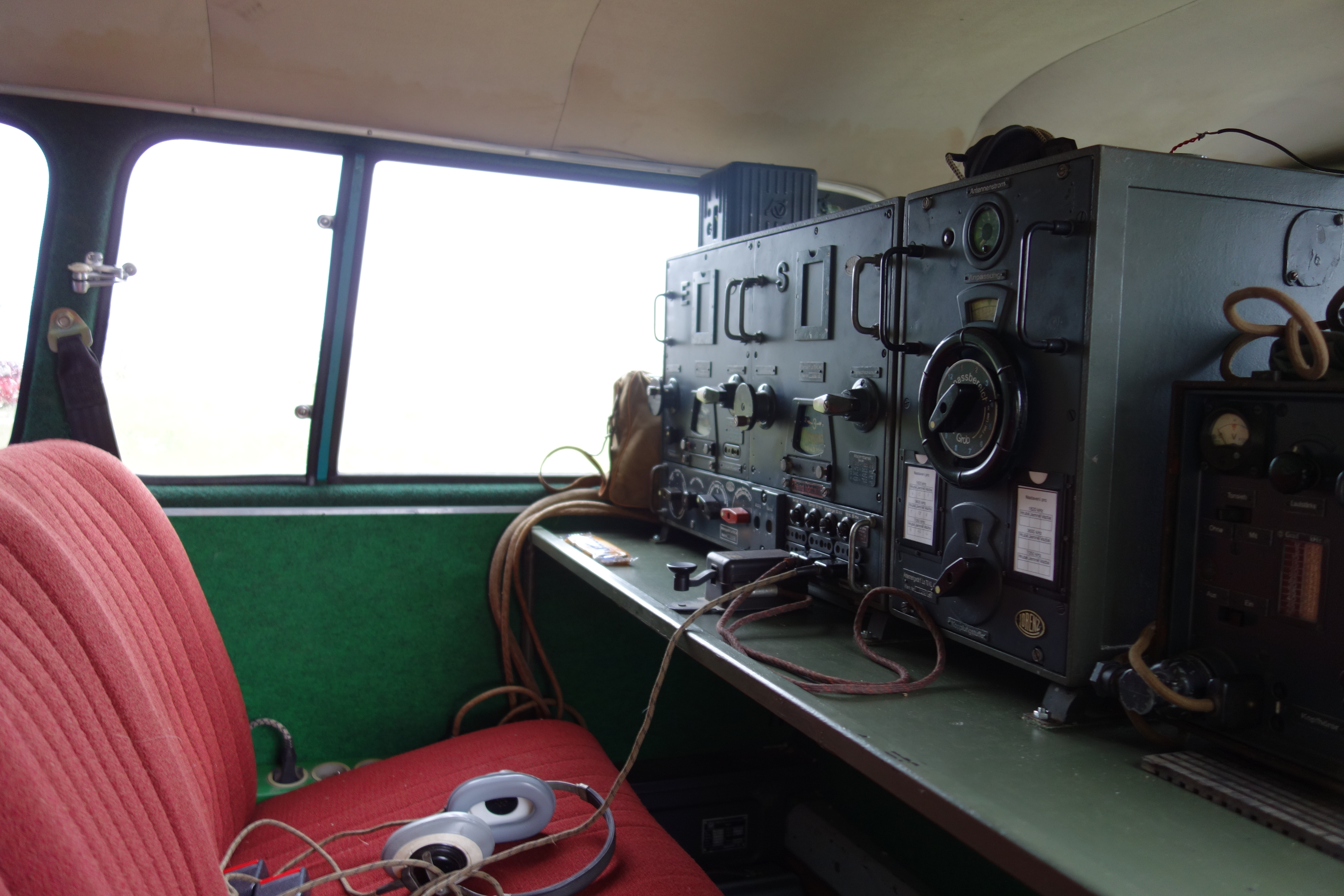
Lo70K L40 - Zástavba historické radiostanice ve vozidle Š-1203 pro Polní Den 2018

Souprava vysilače a přijímače (radiostanice) typ Lo 70 KL 40 je původní konstrukcí firmy C. Lorenz A.G. z roku 1940. Vyráběna byla po dobu Druhé světové války pod názvem „Marine-Gustav“ primárně s určením pro německé válečné námořnictvo (Kriegsmarine). Coby pozemní stanici pro spojení s leteckým kompletem FuG-10 ji však využívalo i německé letectvo (Luftwaffe, RLM). S leteckou soupravou FuG-10 (též konstrukce fy. Lorenz) má Lo 70 KL 40 i mnoho společného, a to jak konstrukčním provedením a součástkovou základnou, tak i celkovou koncepcí celého zařízení.
Výroba této radiostanice byla během válečného konfliktu delimitována do množství různých výrobních závodů, kdy dominantním výrobcem se stala pardubická radiotechnická továrna Telegrafia. Zde plynule pokračovala výroba této radiostanice i po válce, tentokrát již pod novým názvem „Jalta“, a to až do padesátých let století dvacátého. V Československé (lidové) armádě byly tyto radiostanice provozovány ještě v šedesátých letech dvacátého století. 
Poté, co byly tyto radiostanice vyřazovány ze služby, byly větším dílem sešrotovány. Část se jich však dostala prostřednictvím Svazarmu mezi československé radioamatéry a později, v průběhu let devadesátých, skončily buď jako komplety, nebo častěji jako jednotlivé díly, ve sbírkách militárií po celém světě. Po roce 2000 už jsou kompletní, či dokonce i provozuschopné radiostanice tohoto typu skutečnou sběratelskou vzácností. 
Zdejší popis radiostanice Lo 70 KL 40 se odvíjí od restaurovaného provozuschopného přístroje, používaného na vojenském letišti Kbely.

## Použití
Přístroj Jalta typu Lo 70 KL 40 (dle dřívějšího označení „Marine - Gustav“) slouží k bezdrátovému spojení na větší vzdálenosti na krátkých a dlouhých vlnách.

## Mechanická stavba
Přístroj má těchto 5 hlavních dílů:
- a) Rozvaděč
- b) Vysilač
- c) Přijímač
- d) Anténní část
- e) Napájecí část (usměrňovač nebo měnič)

Rozvaděč, vysilač a přijímač představují samostatné díly, které jsou zasunuty do společné kovové skříně, připevněny každý dvěma zajišťovacími šrouby a elektricky propojeny pomocí dotekových nožů. V levé části skříně je vespod  umístěn rozvaděč, nad ním vpravo vysilač a vlevo přijímač. V pravé části skříně je anténní část. Skříň se zasunutými přístroji je odpružena gumovými tlumiči.
Napájecí část, usměrňovač či měnič, je připojena dvěma kabely k výše zmiňované přístrojové skříni a může stát či být zavěšena. 
Anténní část může být umístěna jako samostatný díl. Může též být čtyřmi šrouby upevněna k přístrojové skříni coby její pravá část. Připojení anténní části obstarávají 2 kabely.

## Rozsahy
Přístroj je možno použít k příjmu a vysílání v pásmu dlouhých vln 300–600 kHz a v pásmu krátkovlnném 1500–7500 kHz.
Celé pásmo je rozděleno do čtyř podrozsahů, a to pro příjem i vysílání:
1. 300–600 kHz, značení červené
2. 1,5–2,5 MHz, značení modré
3. 2,5–4,3 MHz, značení modré
4. 4,3–7,5 MHz, značení modré

Přesnost nastaveného kmitočtu při okolní teplotě v mezích −15 až +40 °C je lepší než ±0,2 %.

## Druhy provozu
- A 1 - telegrafie nemodulovaná,
- A 2 - telegrafie modulovaná,
- A 3 - telefonie,
- A 4 - rychlotelegrafie, přenos dálnopisný systémem Hell či obrazový systémem Telefoto (Faksimile).

## Výkon
Nominální výkon vysilače v anténě je 70 W v pásmu krátkovlnném a 40 W v pásmu dlouhovlnném. Pro provoz telegrafní (A 1, A 2) je možno výkon stupňovitě snížit na cca 10 - 0,1 - 0,001 % výkonu jmenovitého.

## Schémata

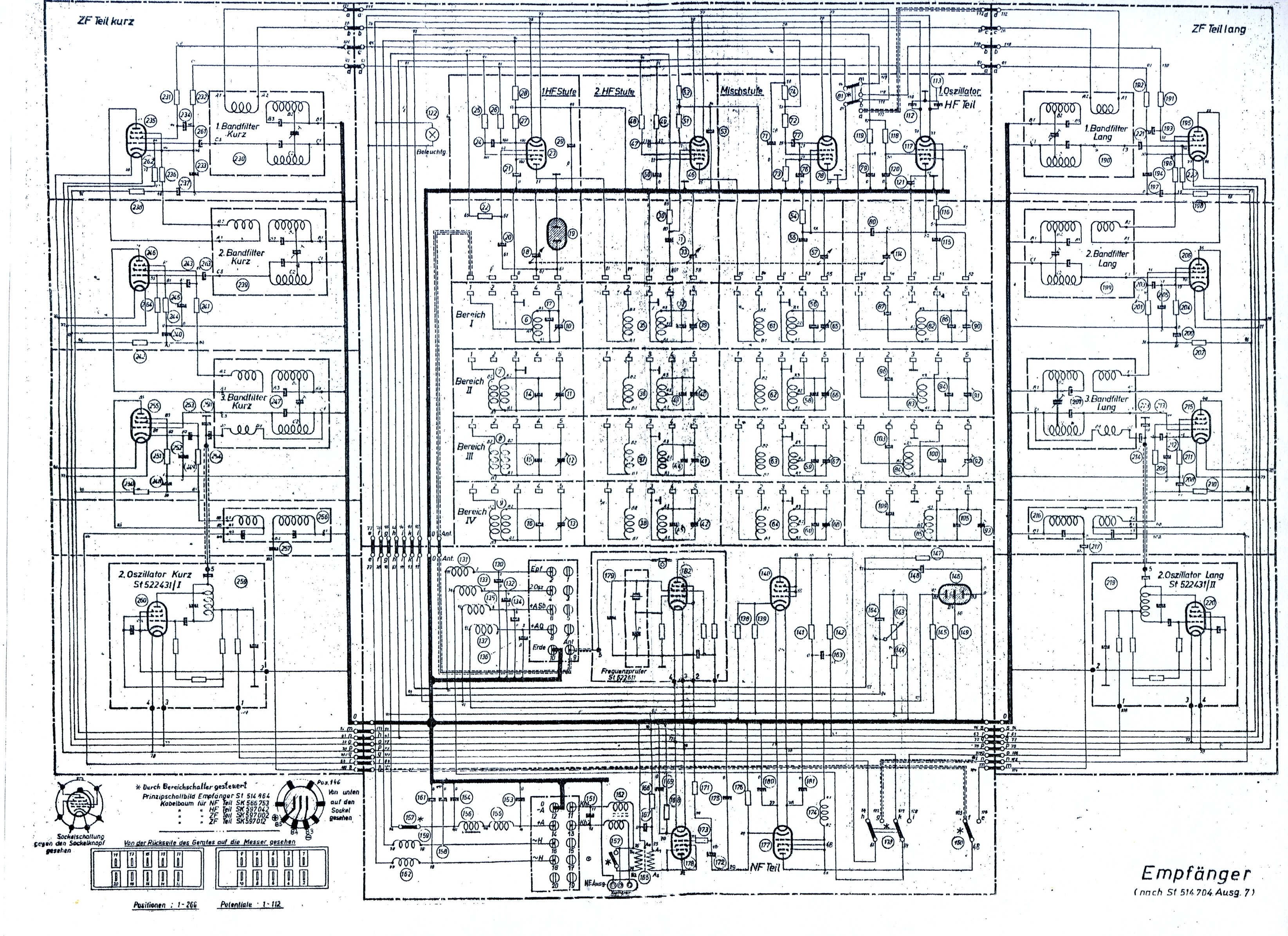
Schéma přijímače Lo70KL40
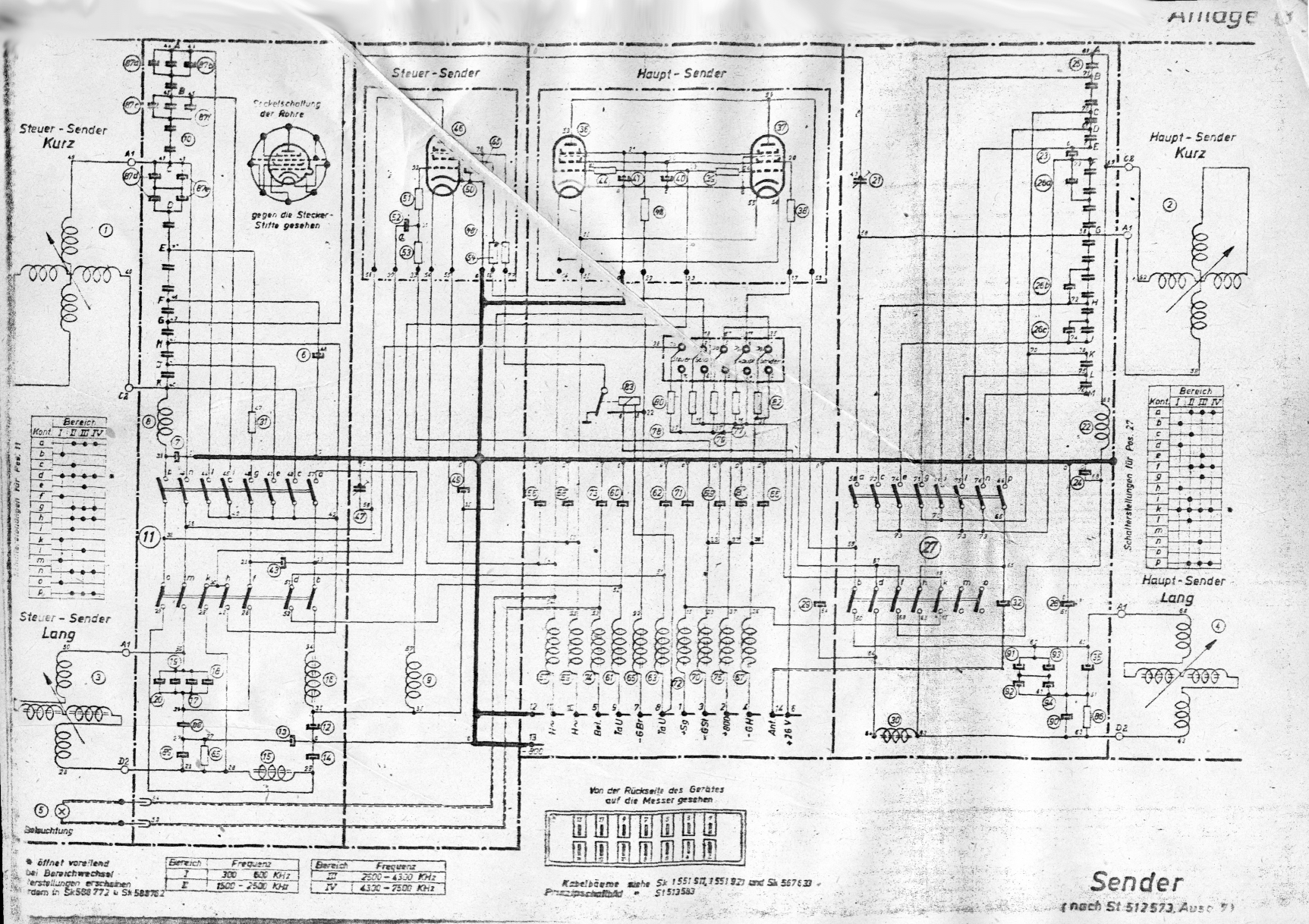
Lo70KL40 - schéma vysilače
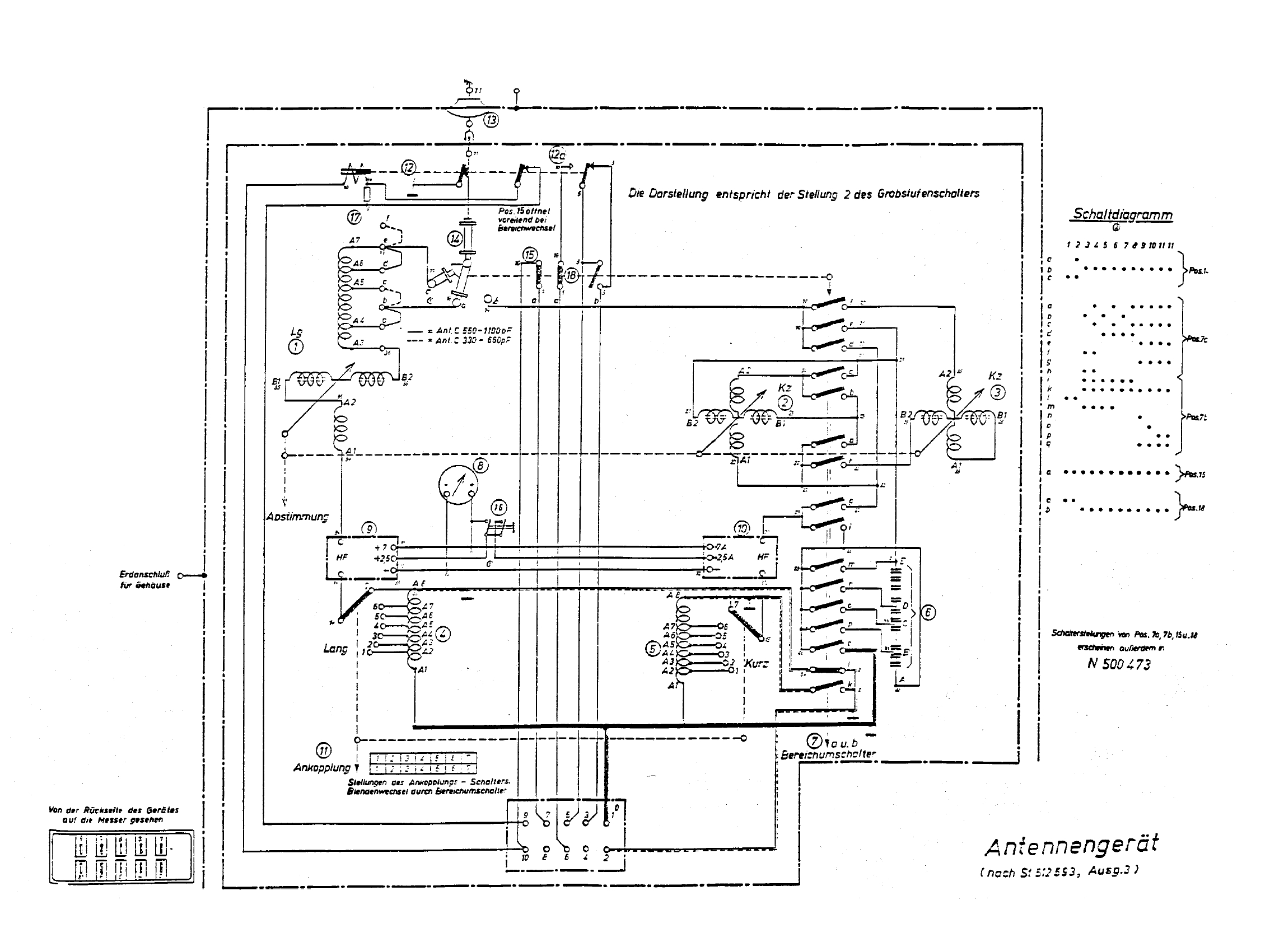
Anténní díl pro Lo70KL40, schéma
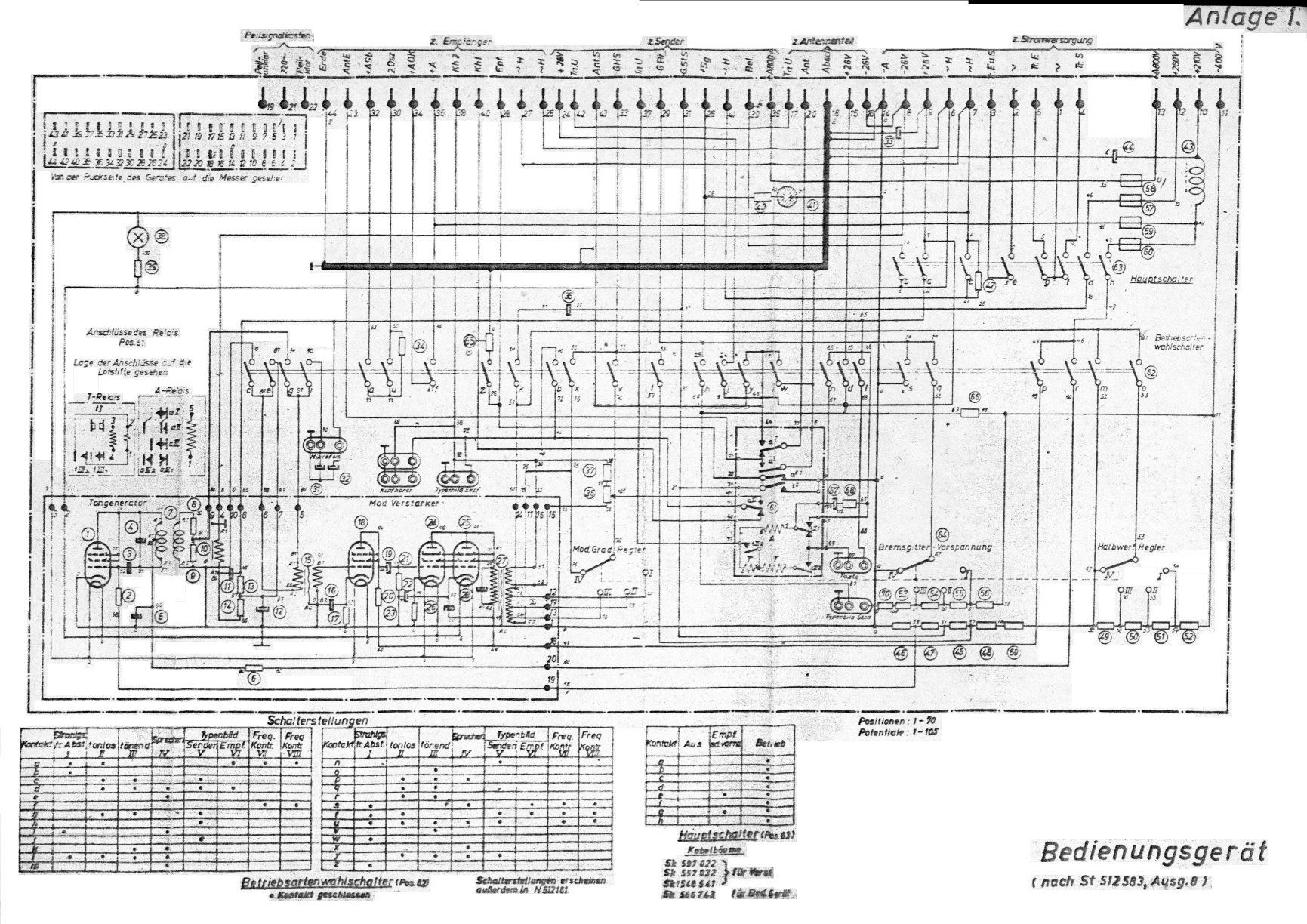
Ovládací část Lo70KL40, schéma

## Obrazová galerie

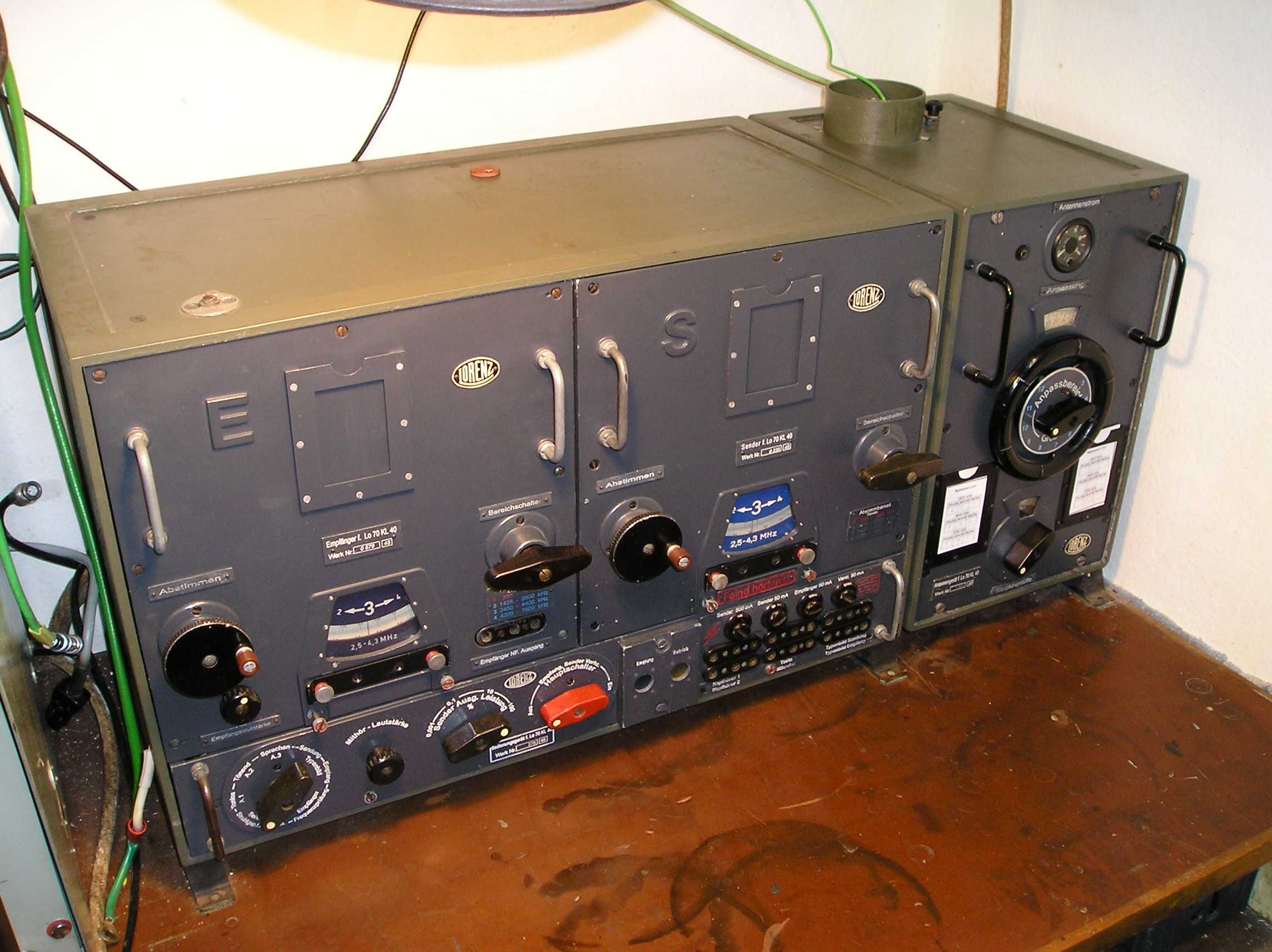
Celkový pohled na soupravu přijímače, vysilače, antenního dílu a ovladače
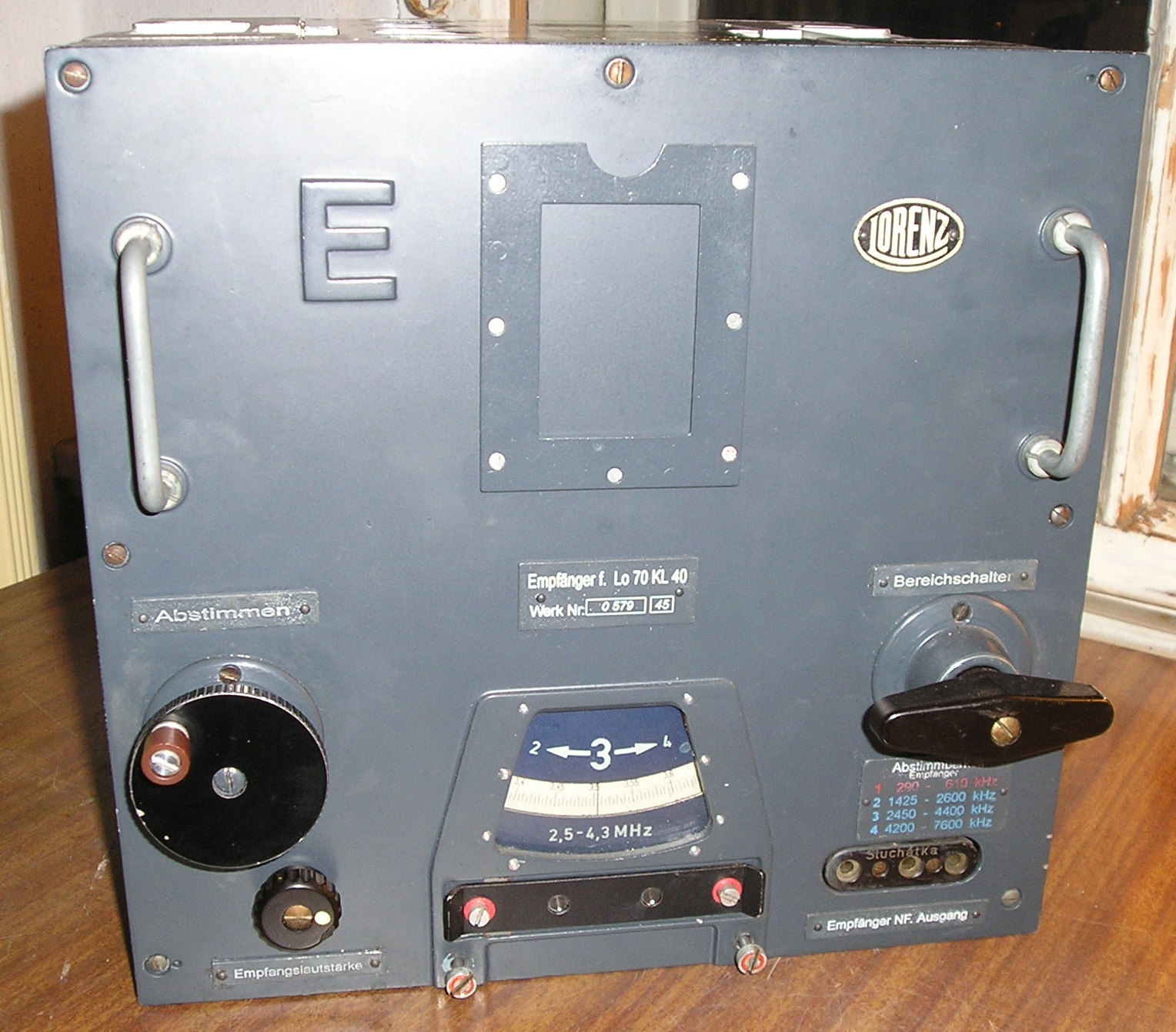
Blok přijímače, vysunutý ze společného rámu radiostanice.
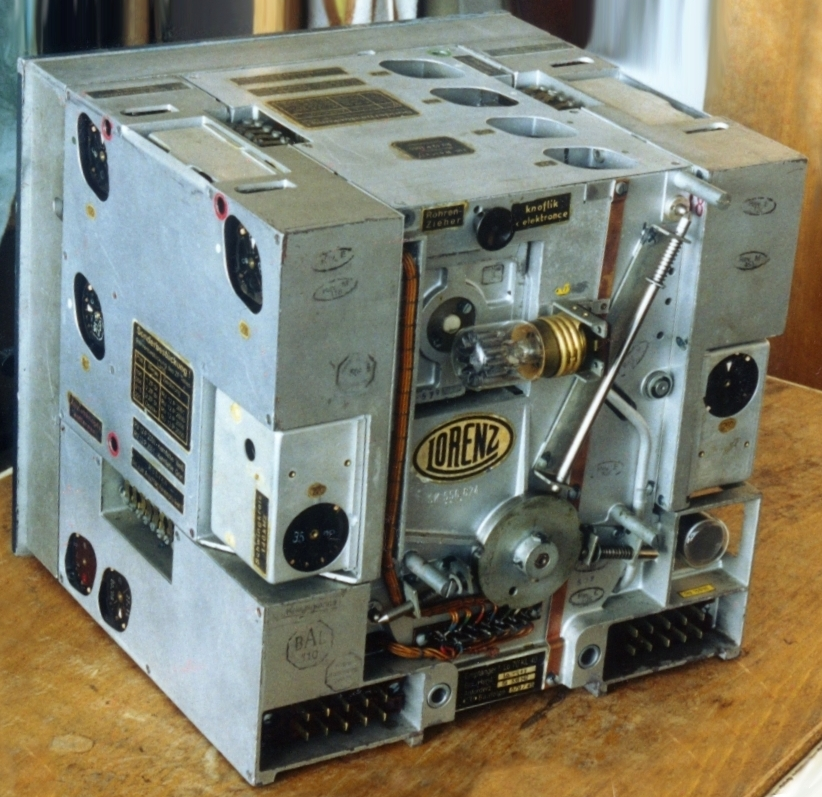
Blok přijímače zezadu, komplet.
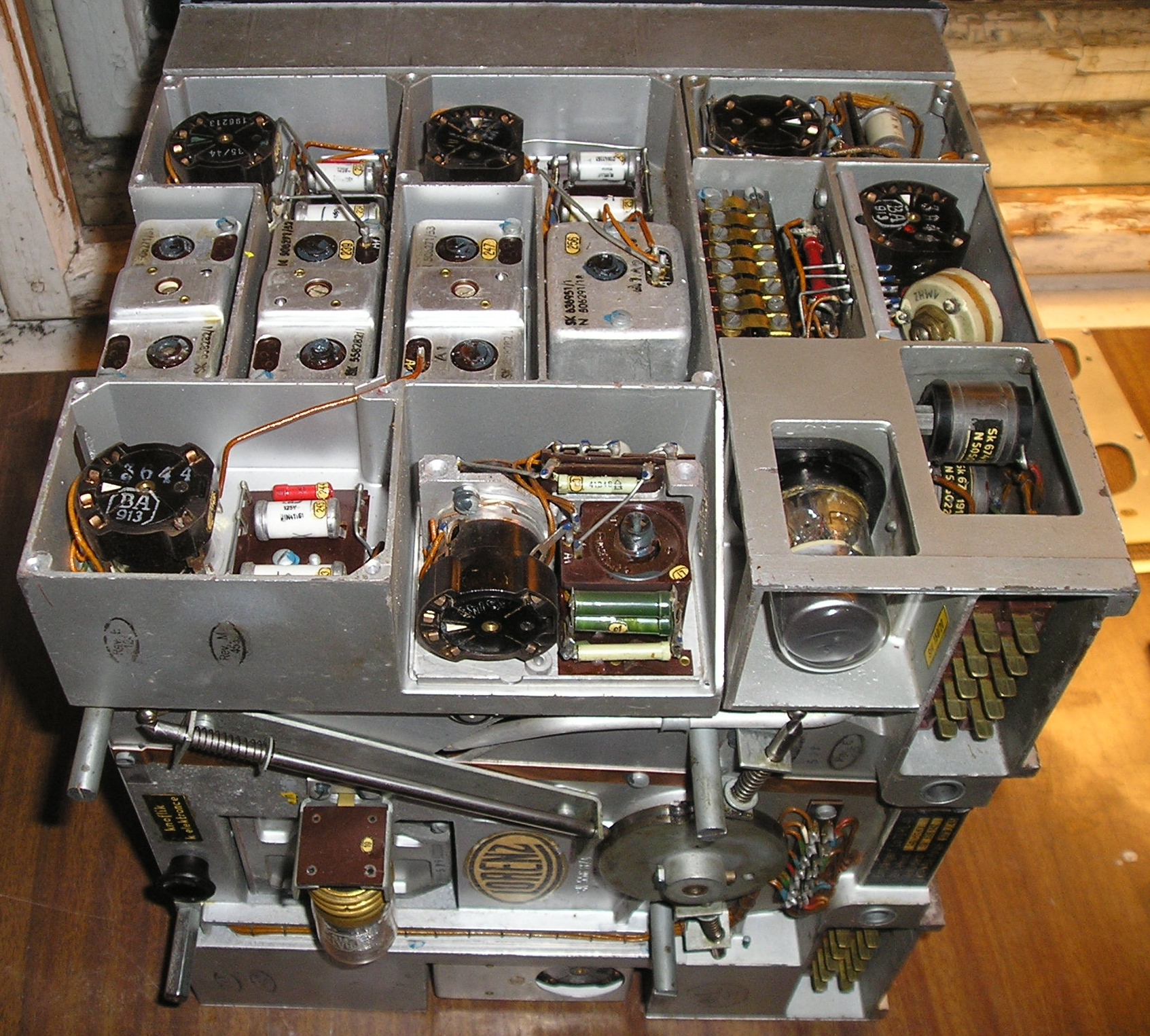
Blok přijímače odkrytovaný, pohled na blok mezifrekvence a krystalový kalibrátor
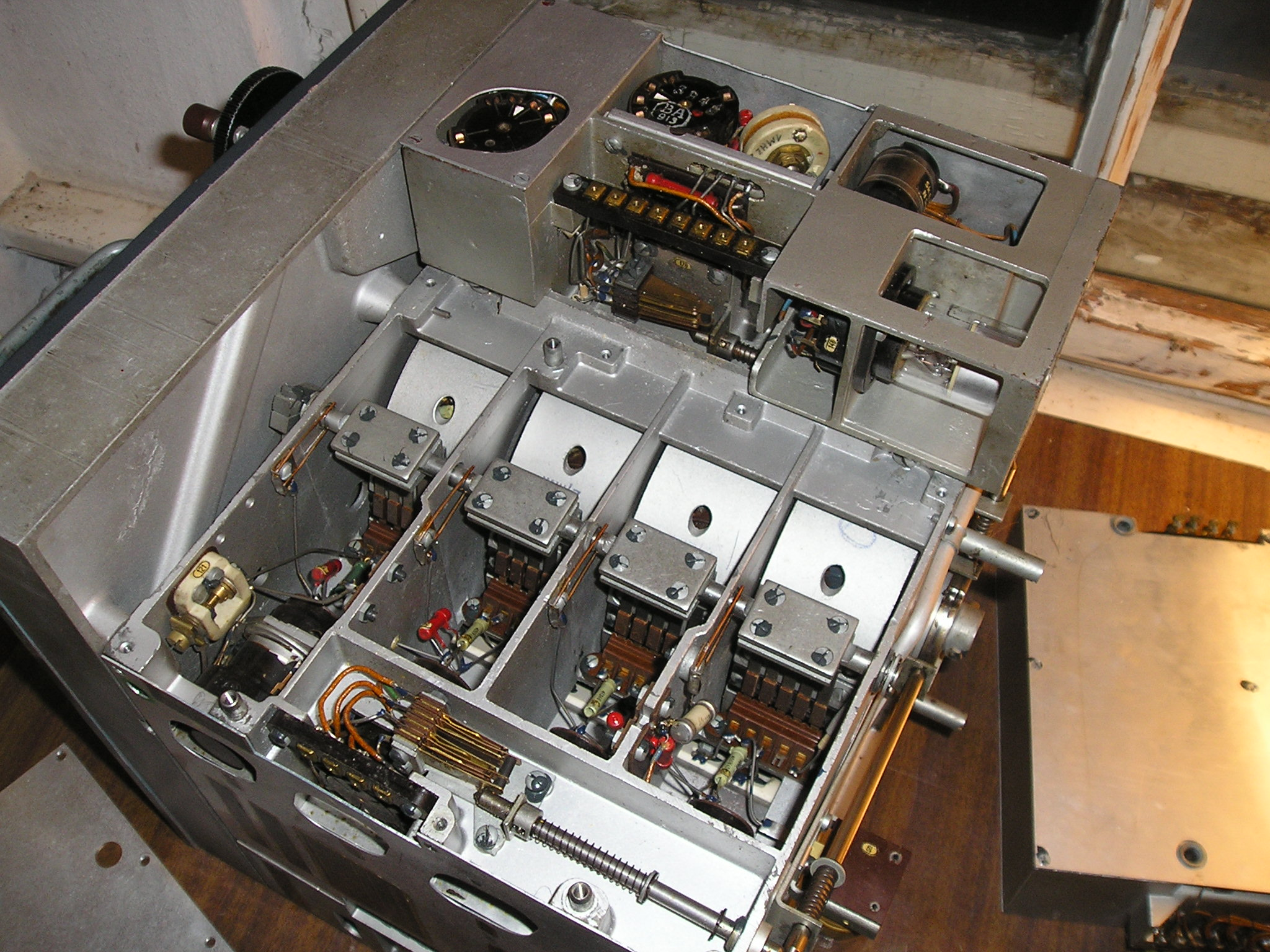
Blok přijímače - demontovaný MF blok a pohled na karusel přepínání rozsahů
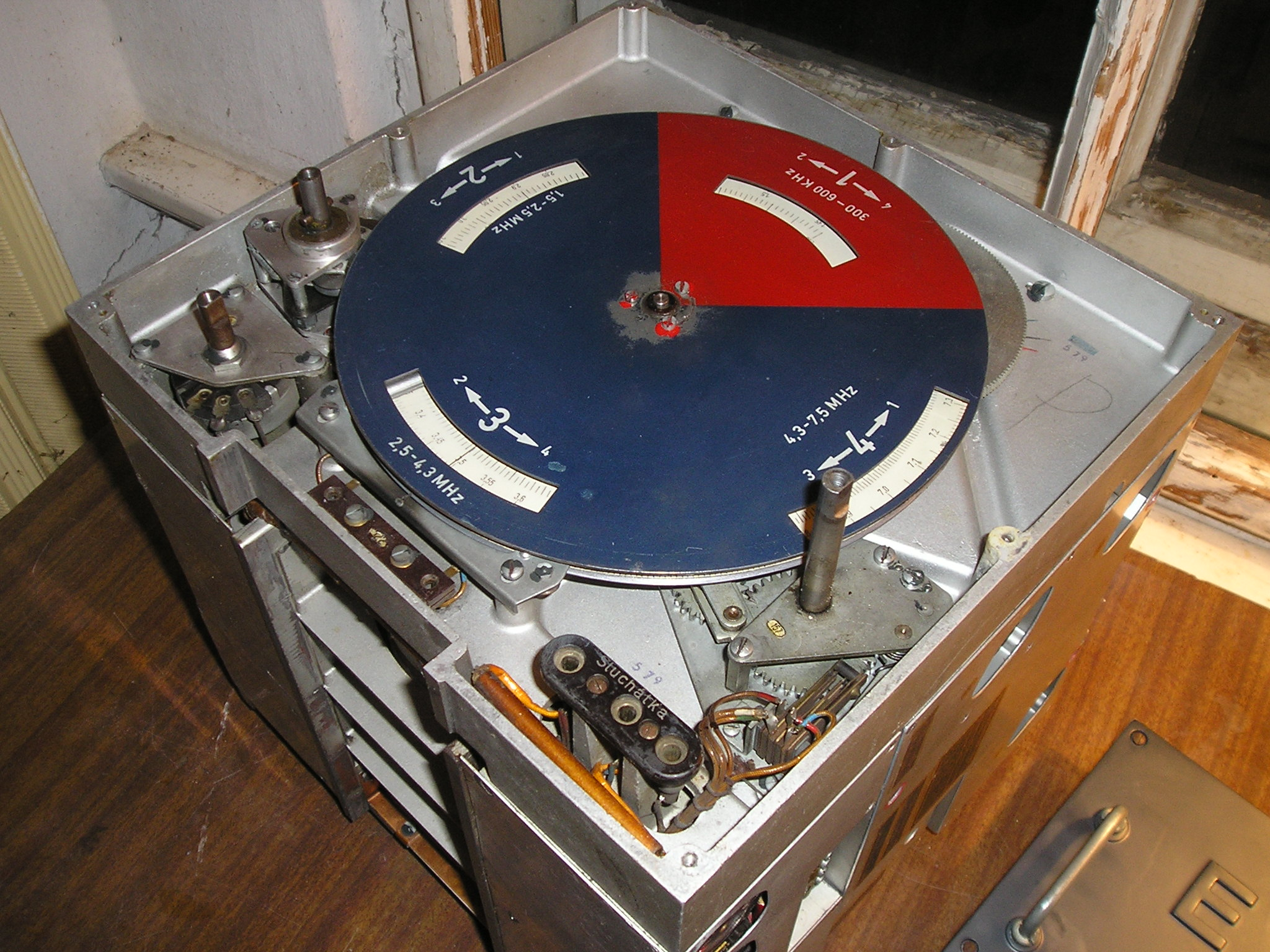
Blok přijímače Lo70KL40, vykrývací clona rozsahů
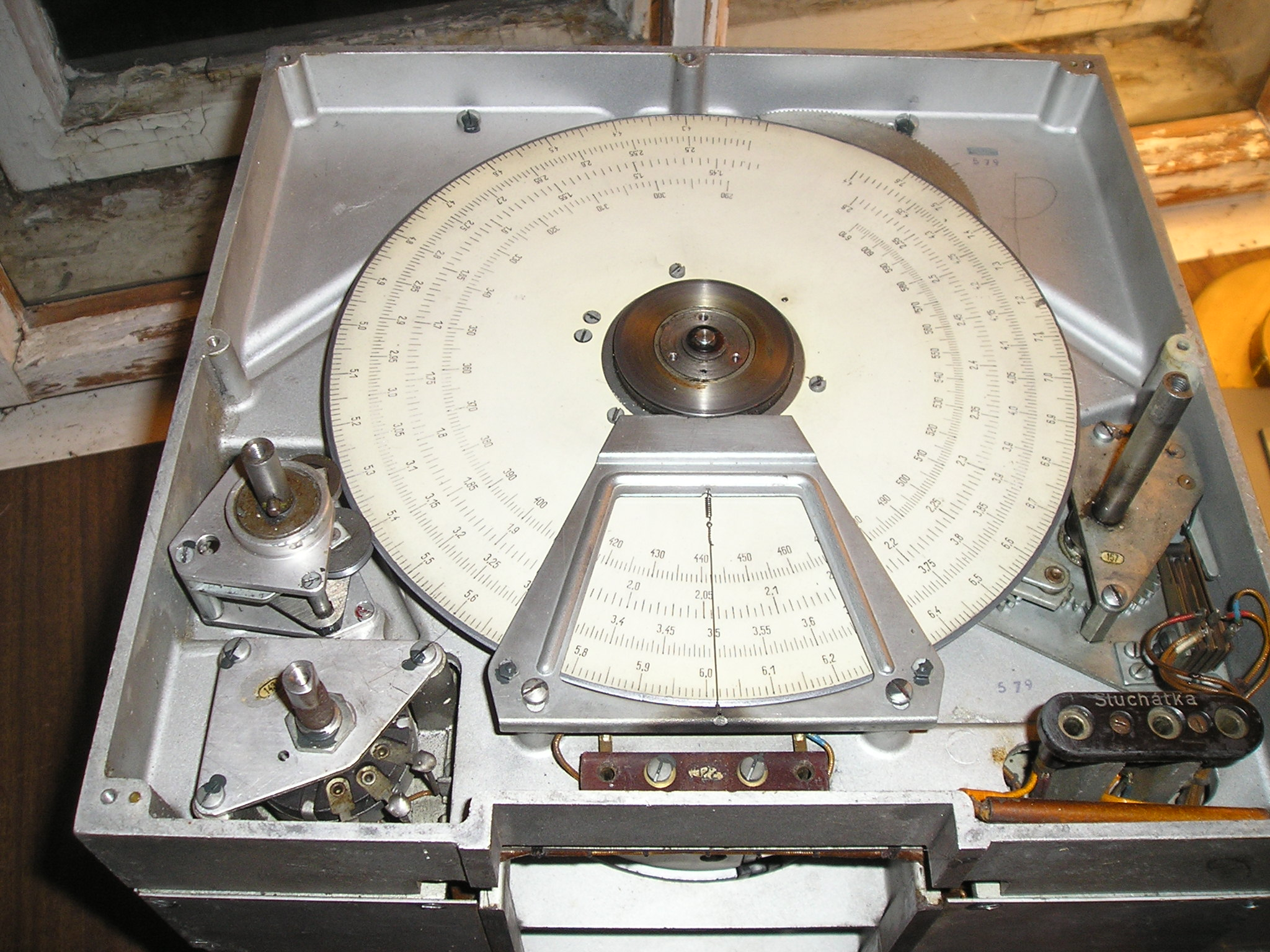
Blok přijímače - odkrytý mechanismus ladění se stupnicí. Ta byla individuálně cejchovaná pro každý jednotlivý kus.
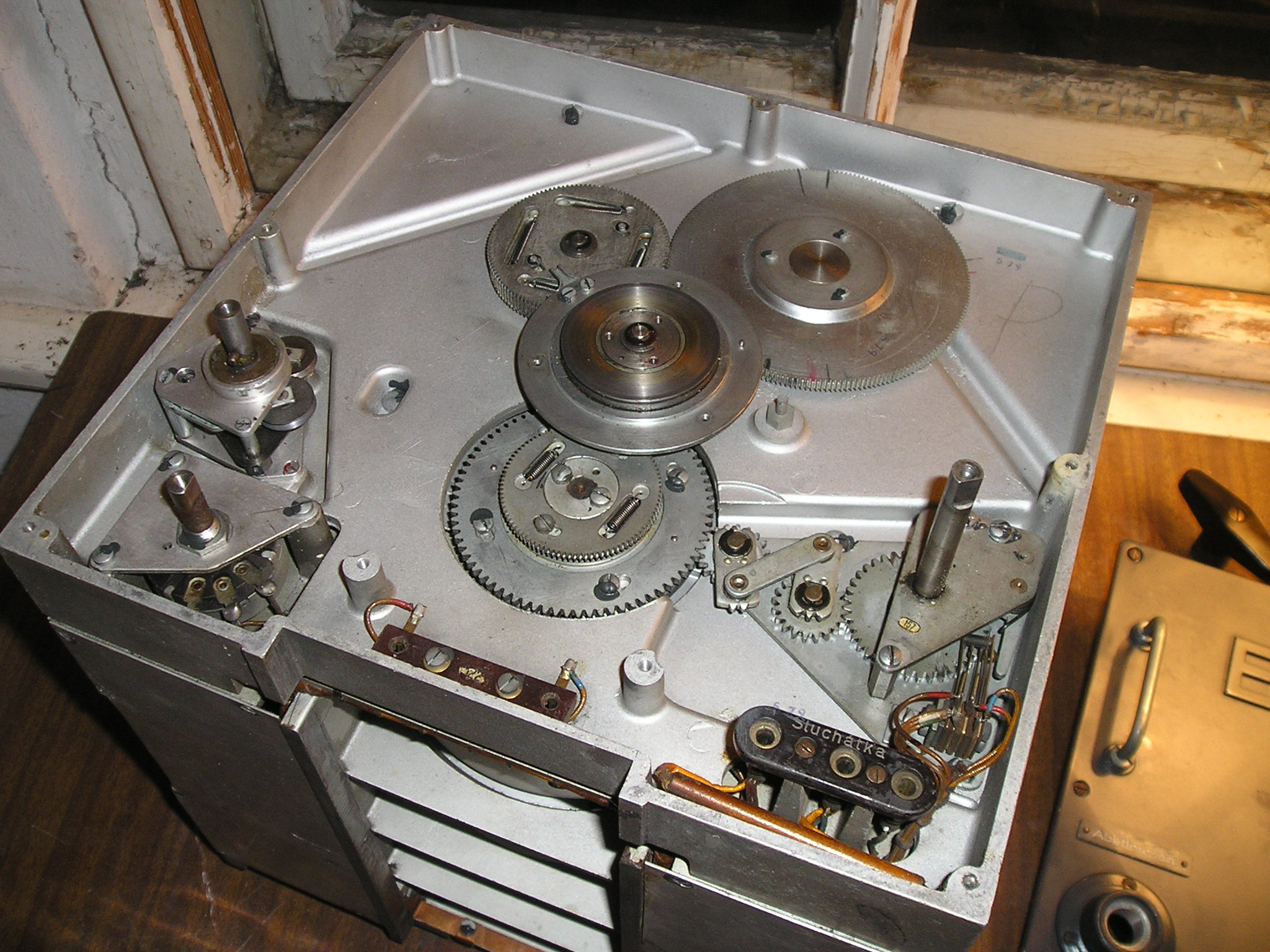
Blok přijímače - odkrytý mechanismus přepínání rozsahů s mimořádně komplikovaným převodem.
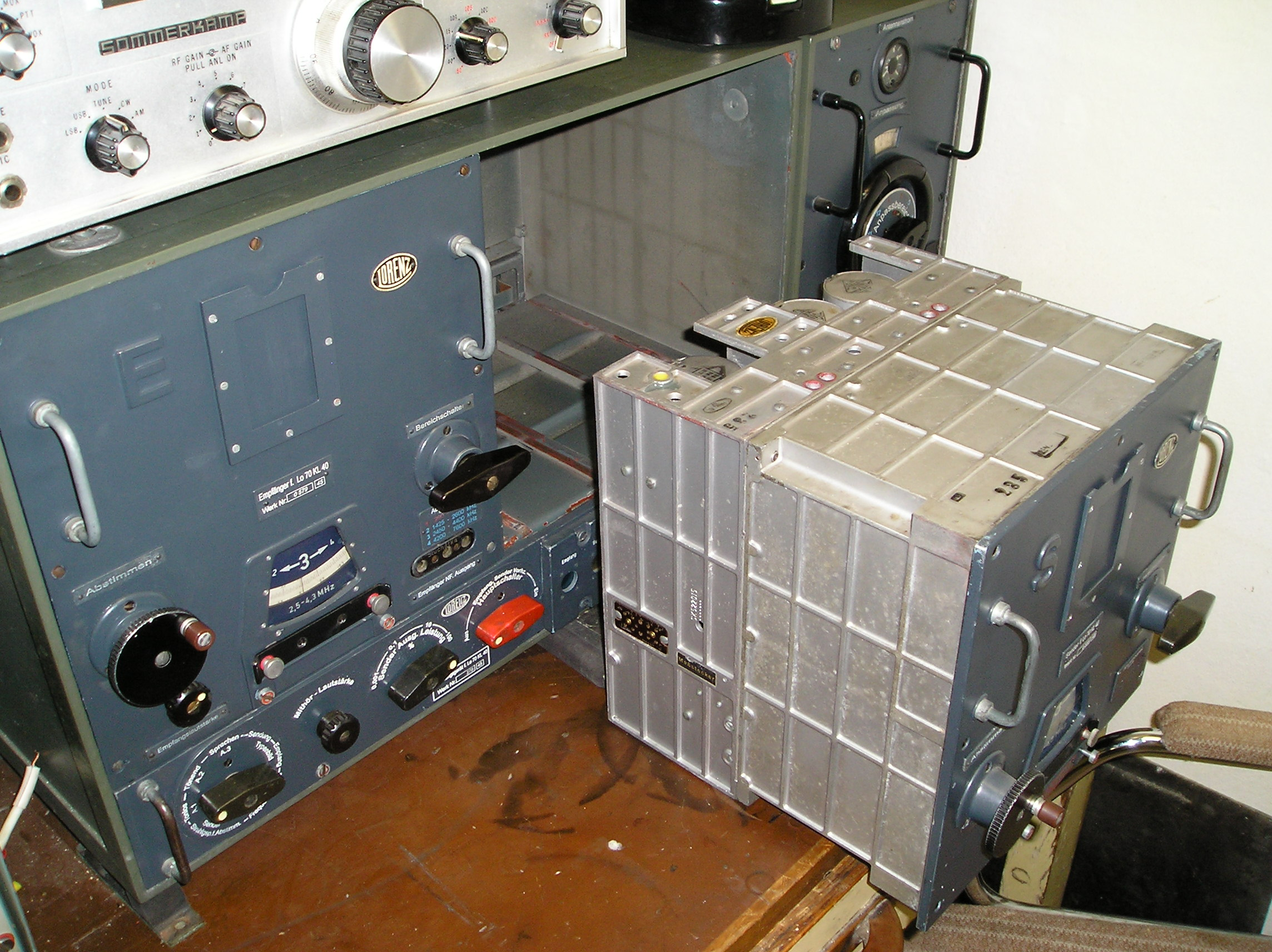
Blok vysilače vysunutý ze společného rámu
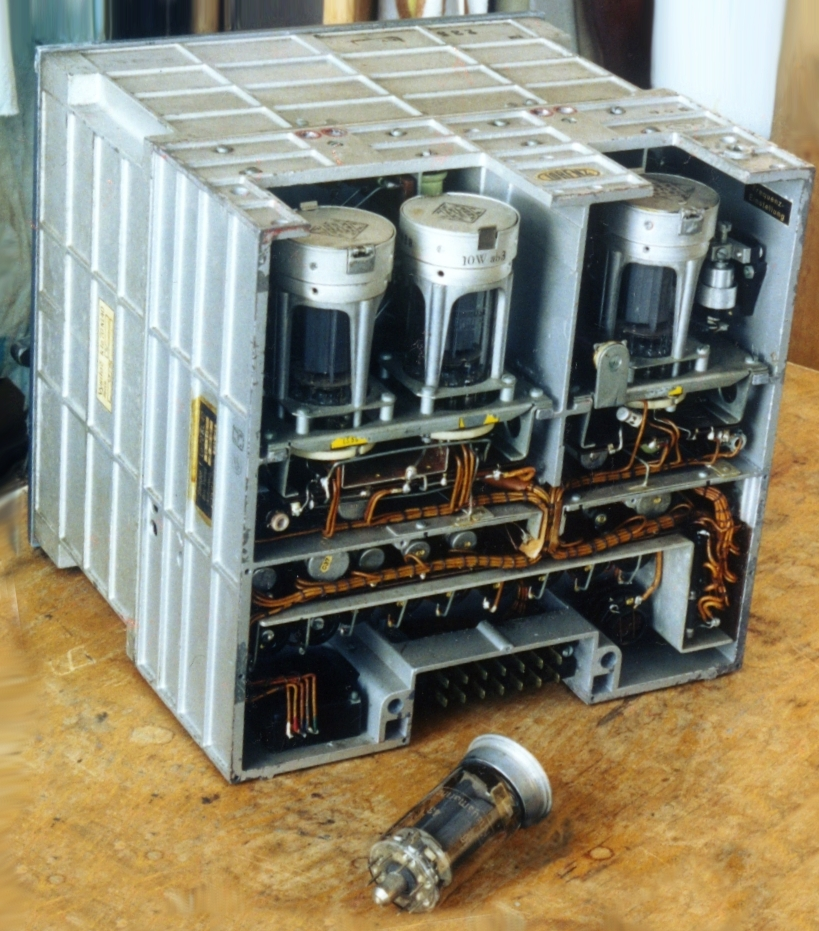
Blok vysilače zezadu a elektronka LS50
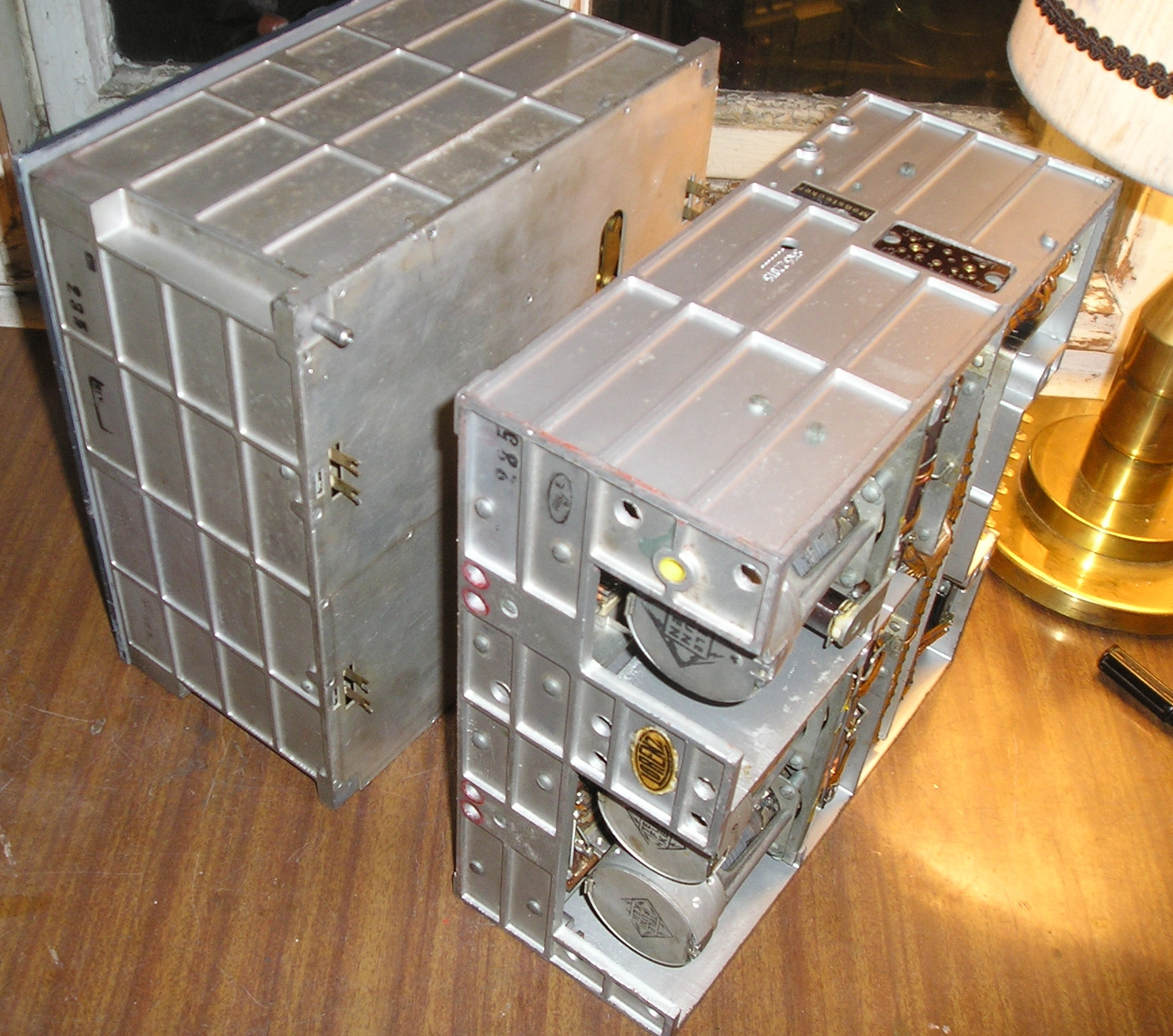
Blok vysilače rozdělený na ladicí a výkonovou část
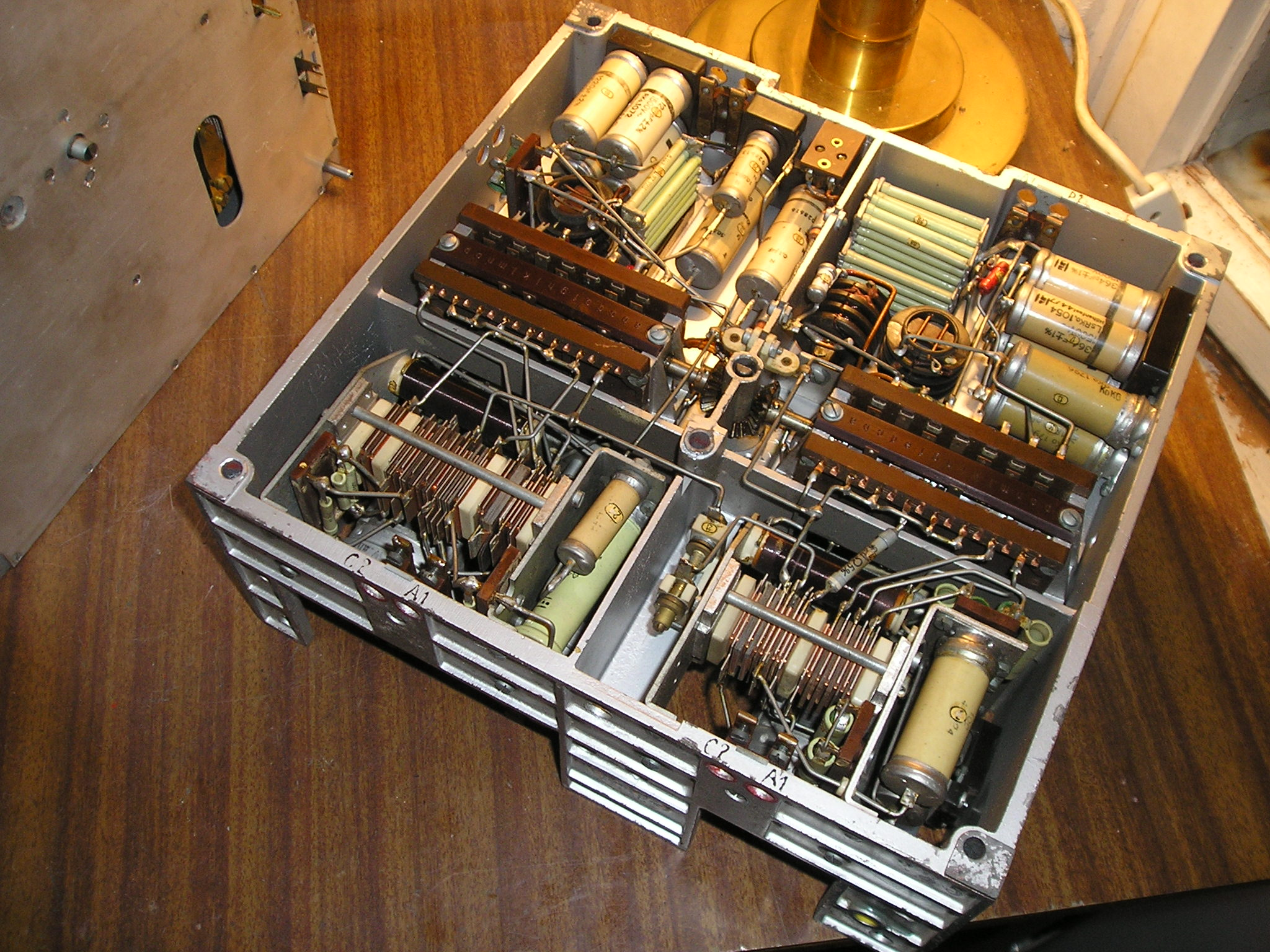
Výkonová část vysilače s tepelně kompensovanými kapacitními bloky
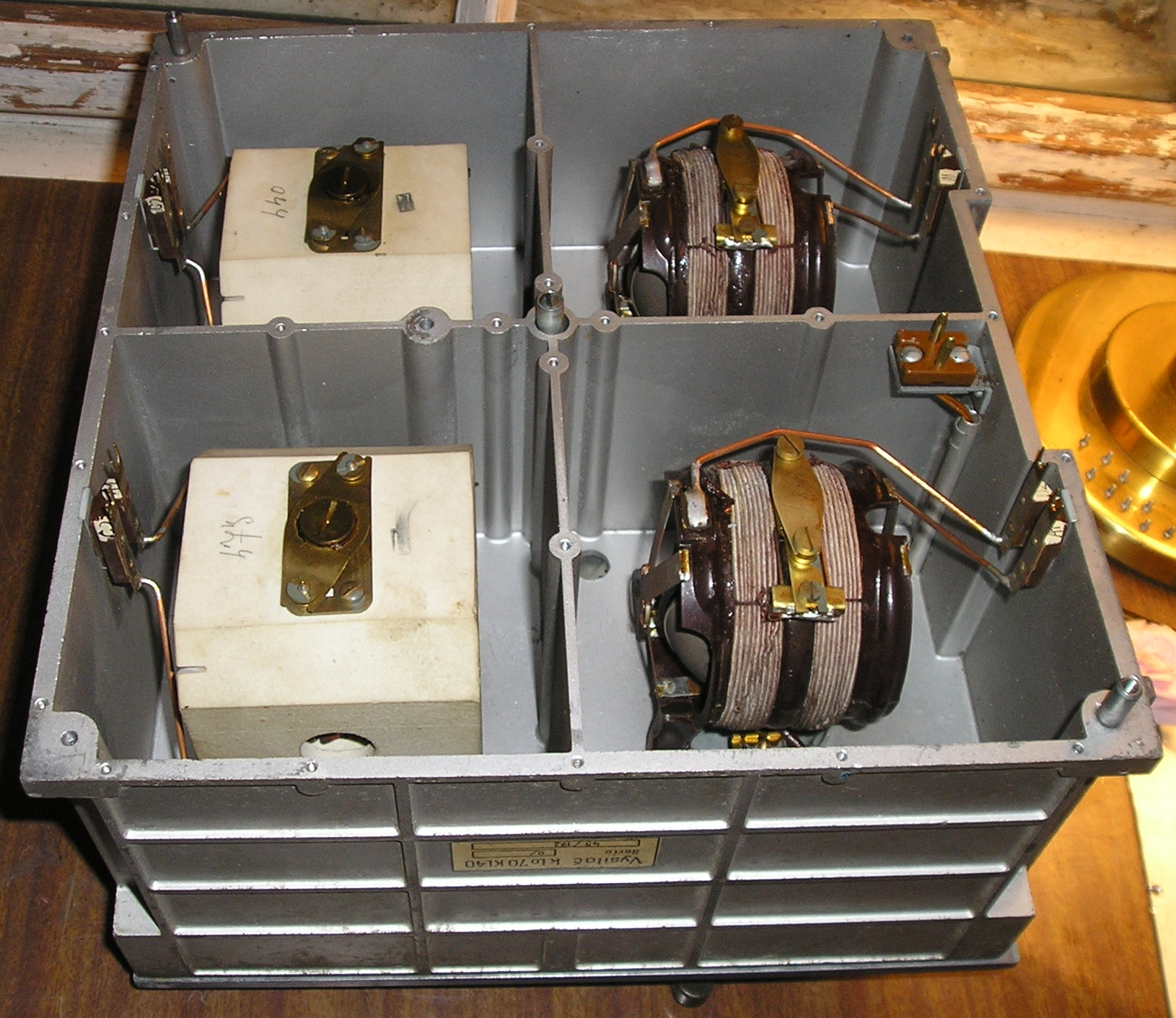
Ladicí část. Variometry vysilače dlouho a krátkovlnné sekce
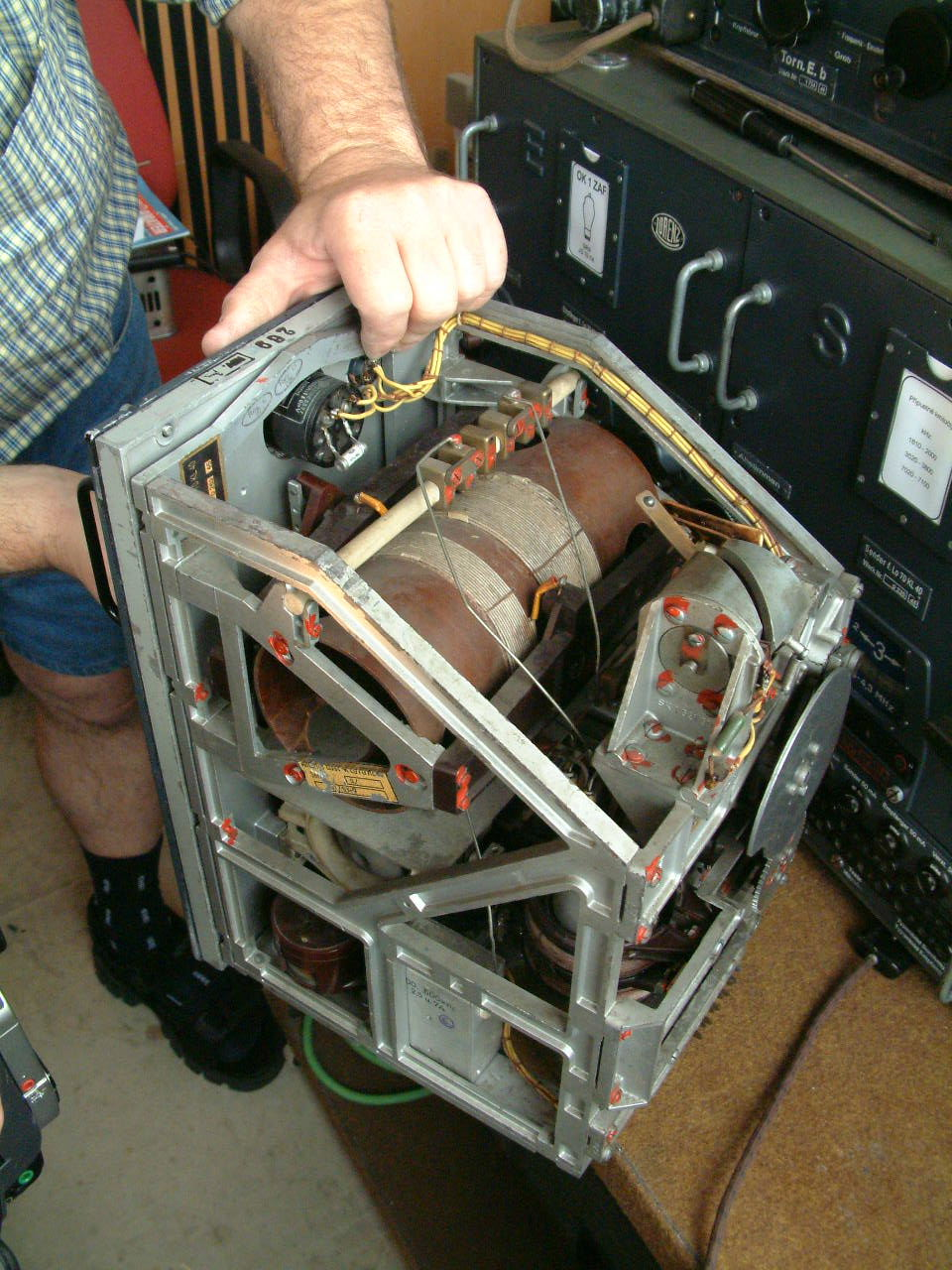
Anténní přizpůsobovací díl pro téměř libovolnou anténu
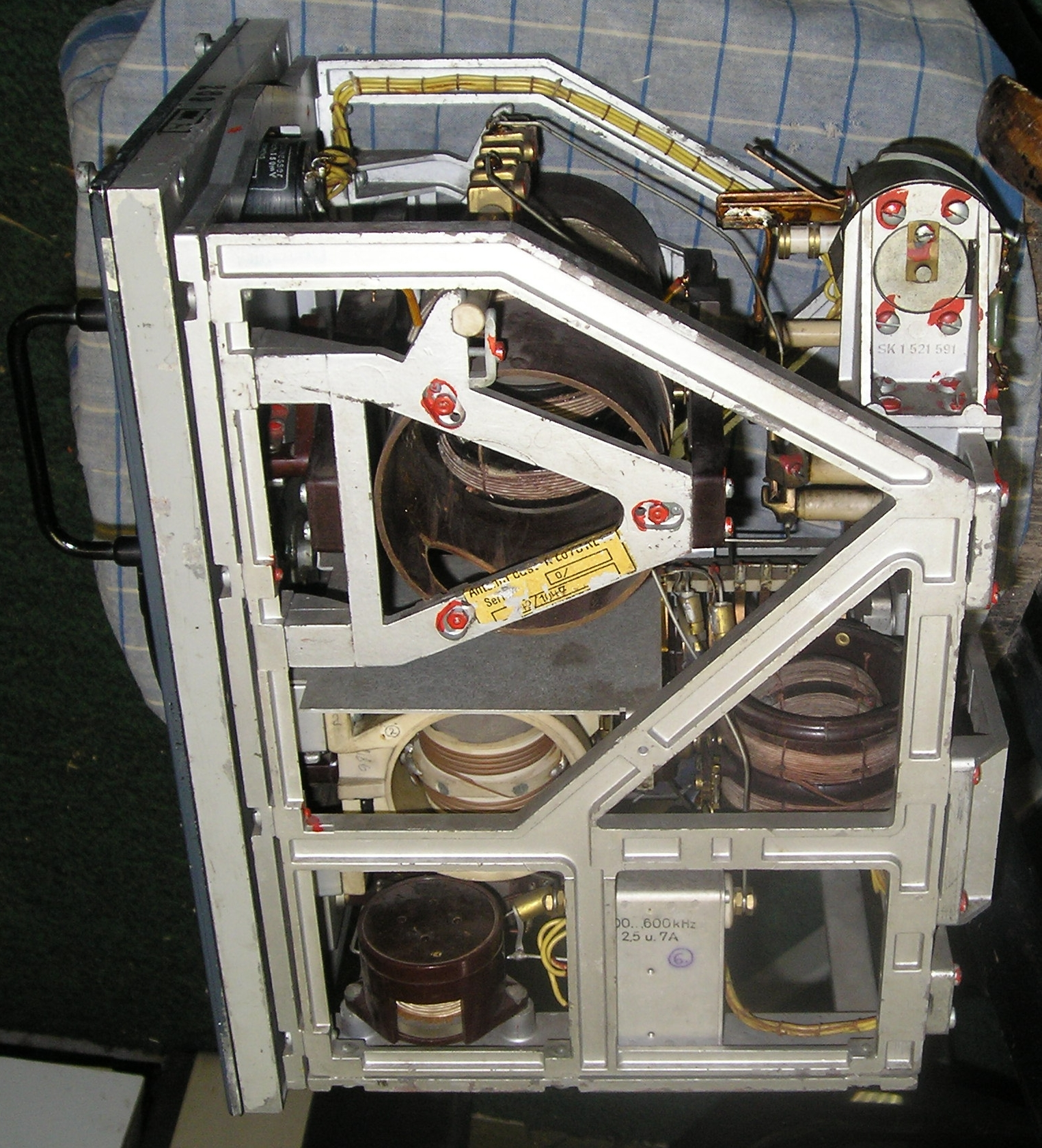
Anténní přizpůsobovací díl, pohled zprava
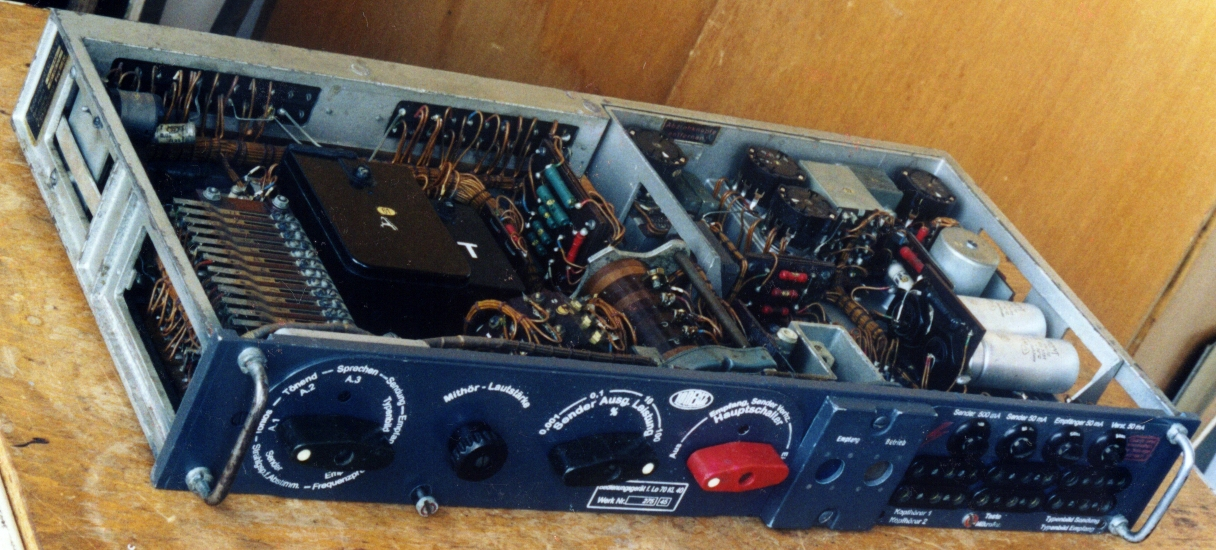
Blok přepínání provozů a modulátor
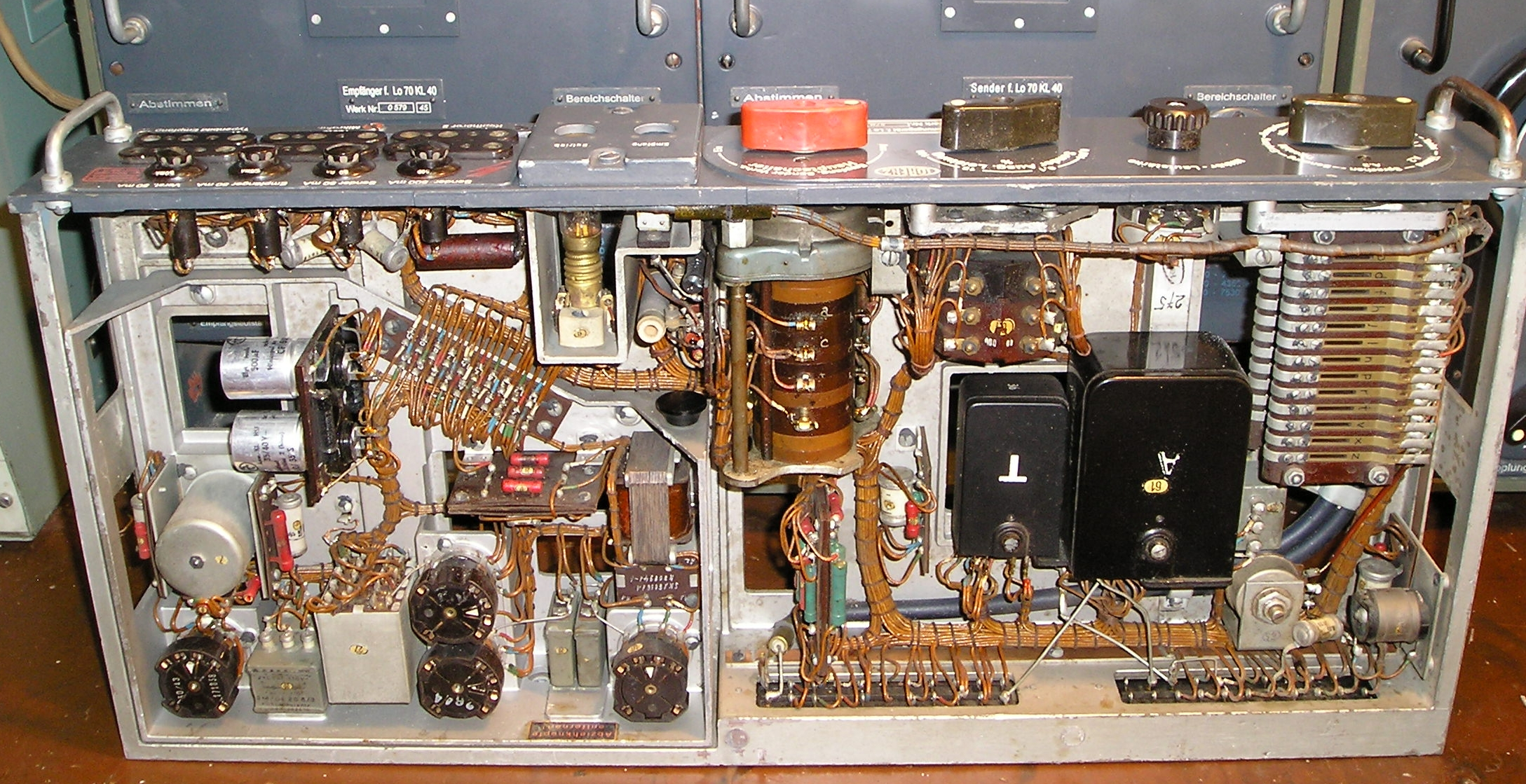
Ovladač, pohled dovnitř. Vlevo modulátor, vpravo přepínače provozu.
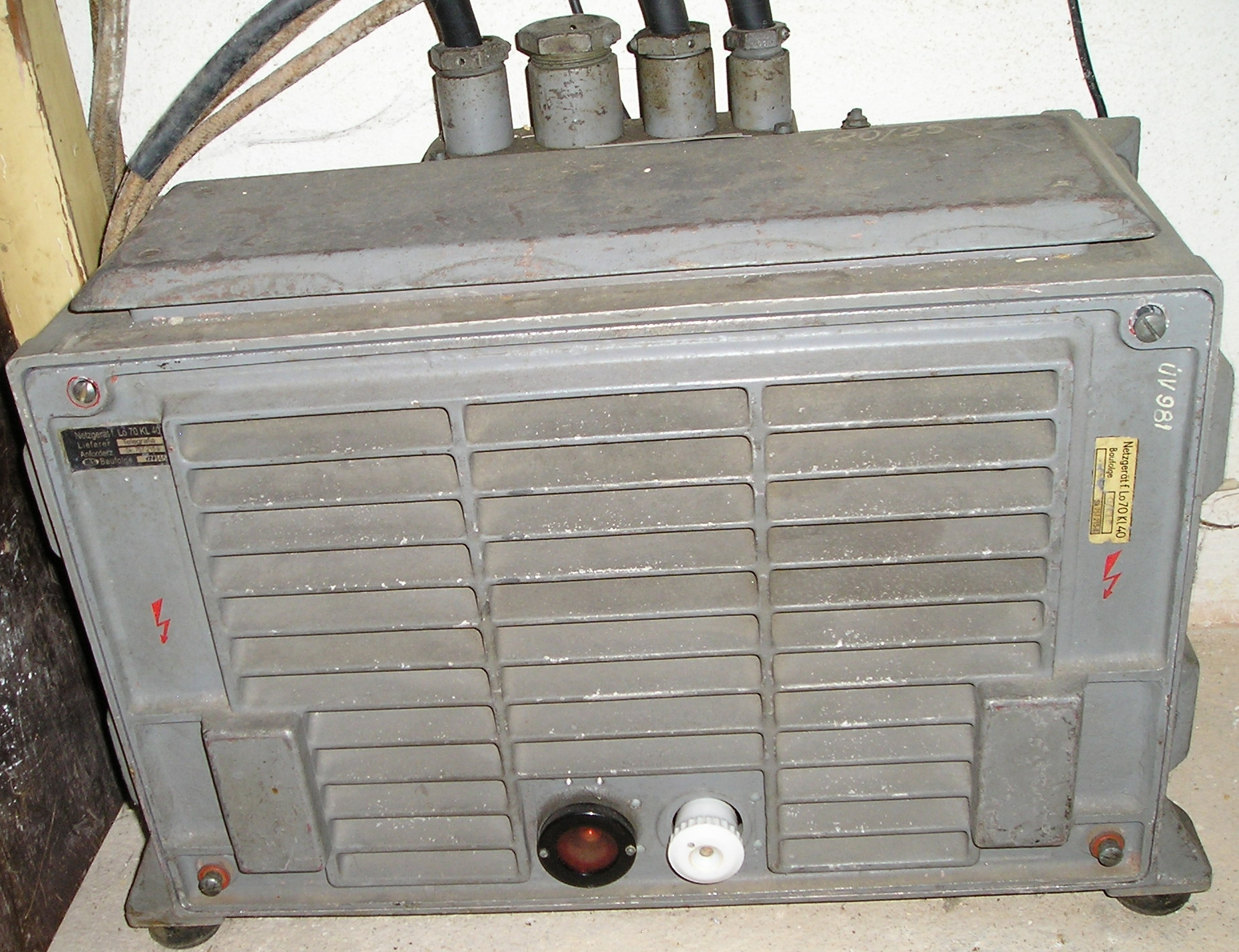
Zdrojová část.
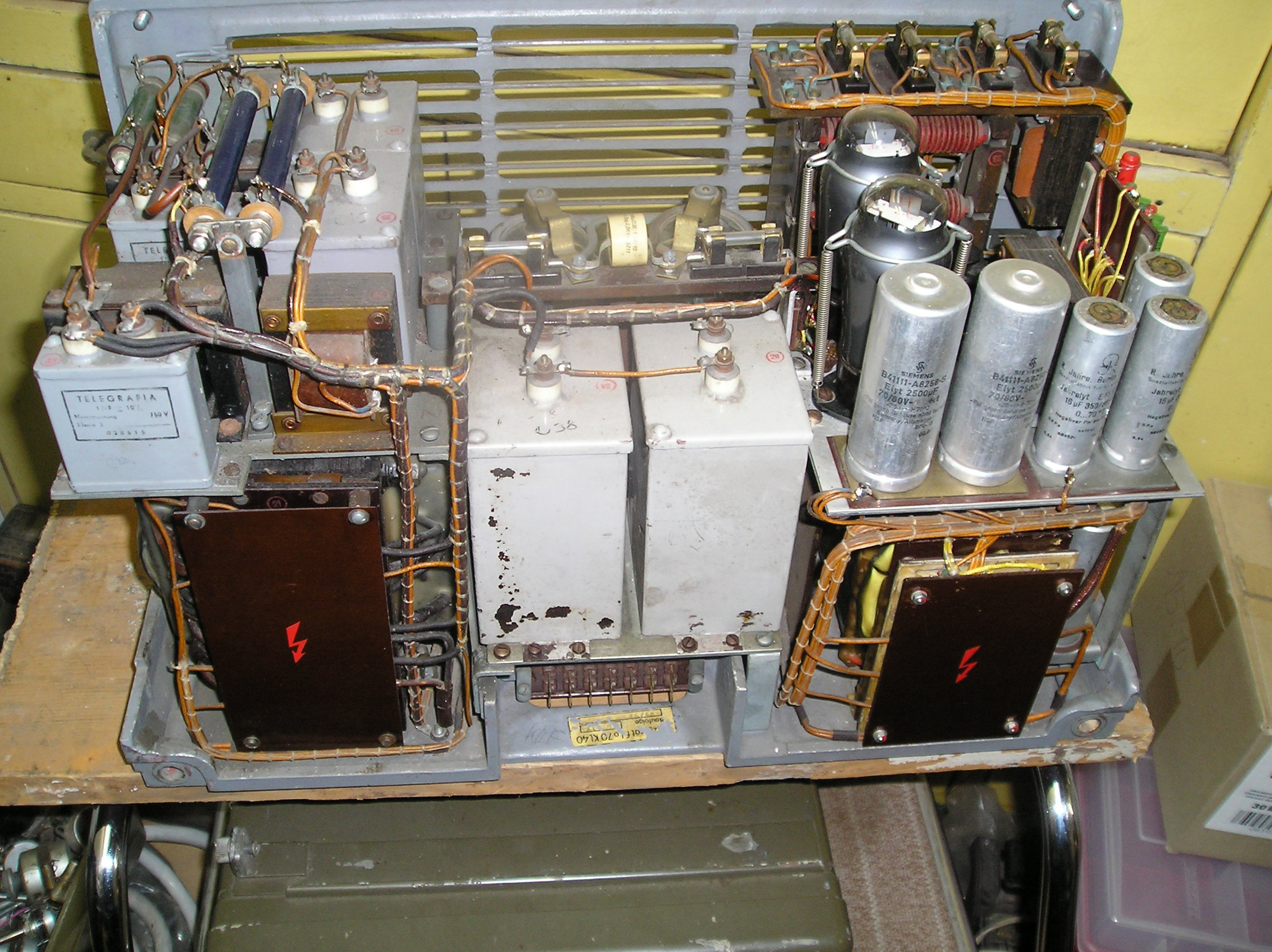
Pohled dovnitř. Vlevo zdroj VN pro vysilač, vpravo zdroj pro přijímač a blok stabilisátorů.